# Mukotomia
Mukotomia – operacja laryngologiczna polegająca na usunięciu fragmentu małżowiny nosowej z powodu jej nadmiernego przerostu lub nieprawidłowego ustawienia powodującego niedrożność nosa. Najczęściej dotyczy ona małżowiny nosowej dolnej.
Jedną z typów mukotomii jest operacja Leglersa (podśluzówkowa mukotomia małżowiny nosowej dolnej) polegająca na odcięciu osteotomem przyczepu kostnego małżowiny z jej przemieszczeniem do boku. W modyfikacji zabiegu usuwa się fragment kości małżowiny w kształcie klina.

Przeczytaj ostrzeżenie dotyczące informacji medycznych i pokrewnych zamieszczonych w Wikipedii.